# 宮尾節子
宮尾 節子（みやお せつこ）は、日本の詩人。高知県出身。埼玉県飯能市在住。

## 経歴
1993年、第10回ラ・メール新人賞を受賞。
2007年に作った詩「明日戦争がはじまる」を、2014年1月にツイッターに投稿。リツイート（再投稿）が繰り返されてインターネット上で広く知られるようになり、「大竹まことゴールデンラジオ」で眞鍋かをりに朗読されるなどした。2025年、三省堂の中3国語教科書「現代の国語3」にて教材に採用される。
2014年7月、宮尾は、この詩の著作権を放棄した。
2011年12月　pw３（ポエティック・ワンダー・スリー）として福間健二・水島英己と共にツイッター連詩を始める。以後pw連詩組の組長としてツイッター連詩企画を主宰。
2020年　宮尾節子賞を創設し授賞　第一回宮尾節子賞受賞者　かとうたか・ikoma・浦邊力・市川茜
2021年　第二回宮尾節子賞受賞者　浅葉爽香・雨音・猫道（猫道一家）
2022年　第三回宮尾節子賞受賞者　金子彰子・樽恵美子・白須靖之　特別賞 村田活彦・淳子
2023年　第四回宮尾節子賞受賞者　ジュテーム北村・山口勲・にこにこハウスの仲間たち　2024年　第五回宮尾節子賞受賞者　河野聡子・田中宏輔・原口昇平

## 書籍

### 単著
- くじらの日　1990年　沖積舎
- かぐや姫の開封―宮尾節子詩集　1994年　思潮社
- 妖精戦争　2001年　微風通信
- ドストエフスキーの青空―宮尾節子詩集　2005年　文游社
- 恋文病　2011年　微風通信／精巧堂出版
- 明日戦争がはじまる　2014年　思潮社／オンデマンド
- 宮尾節子アンソロジー　明日戦争がはじまる　2014年　集英社インターナショナル
- 女に聞け　2019年　響文社[注 1]

### 編纂
- ありがとう　まほ著　宮尾節子編　2009年　ポエトリージャパン